# Ерік Ведергатт

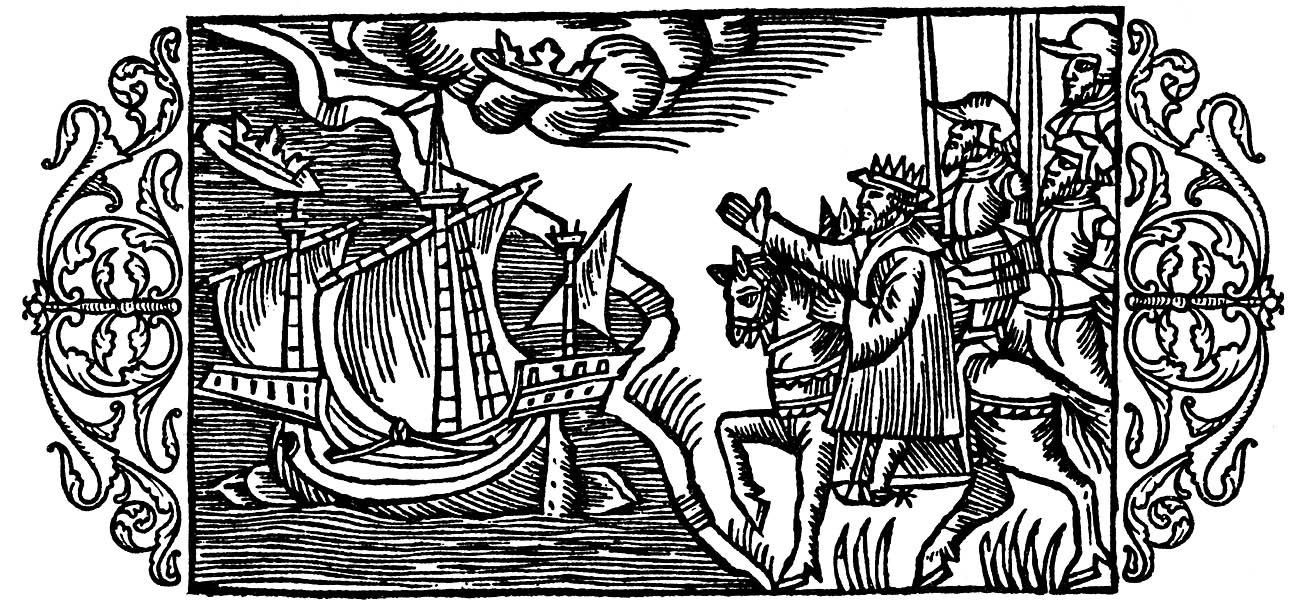
Ерік Ведерхатт, який очолює армію (праворуч). Він керує вітром так, що корабель змушений пристати до берега.

Ерік Ведергатт (швед. Erik Väderhatt, досл. «з головним убором з вітру», тому іноді передається як Ерік Вітрогон) — легендарний шведський конунг IX століття.
Відомий тільки за одним джерелом — Шведська хроніка середини XV століття, а також за наступними перекладами цього джерела. Повідомляється, що Ерік Ведергатт був відомий своєю здатністю управляти вітром під час грабіжницьких походів берегами Балтійського моря, причому він робив це, повертаючи свою шапку. За народною етимологією, від цієї шапки походить назва острова Кунгсхатт (Королівська Шапка) на озері Меларен.
Дослідники, які визнають історичність Еріка Ведергатта, як правило ототожнюють його з конунгом Еріком Анундссоном. Є й інша версія, про ототожнення його з сином легендарного Рагнара Лодброка на ім'я Ерік, згаданим у Саксона Граматика.